# Spearfish (South Dakota)
Spearfish ist eine Stadt im Lawrence County des US-Bundesstaates South Dakota. Das U.S. Census Bureau hat bei der Volkszählung 2020 eine Einwohnerzahl von 12.193 ermittelt.

## Geografie
Der Spearfish Creek ist ein schnell fließender Bach, der in Spearfish aus dem Spearfish Canyon entspringt. Er fließt ungefähr von Süden nach Norden durch das Stadtzentrum (parallel zur Canyon Street), das ganze Jahr über. Der Bach friert von unten nach oben zu, anstatt zu vereisen. Dieses ungewöhnliche Phänomen entsteht durch die sehr hohe Fließgeschwindigkeit des Creeks. Diese Geschwindigkeit verhindert, dass sich Eis bildet, außer auf dem Grund des Bachbettes, wo Reibung und Turbulenzen das Wasser lange genug verlangsamen, um zu gefrieren. Da der Bach auf diesem Eis weiterfließt, steigt der Wasserstand des Bachs allmählich an, da sich mehr Eis auf dem Grund ansammelt, was in einigen Fällen zu Überschwemmungen auf der Nordseite der Stadt führt, wo der Kanal nicht so tief ist.

## Klima
Spearfish liegt in einer Übergangszone zwischen subtropischem und kontinentalem Klima. Spearfish hält den Weltrekord für die schnellste aufgezeichnete Temperaturänderung. Am 22. Januar 1943, gegen 7:30 Uhr MST, betrug die Temperatur in Spearfish −20 °C. Der Wind nahm schnell an Geschwindigkeit zu, und zwei Minuten später (7:32 Uhr) betrug die Temperatur +7 °C. Der Anstieg um 27 Grad in zwei Minuten bedeutete einen Weltrekord, der immer noch gilt.

## Geschichte
Vor dem Black-Hills-Goldrausch von 1876 wurde das Gebiet von amerikanischen Ureinwohnern genutzt (hauptsächlich von Sioux, aber auch andere Stämme zogen durch die Gegend). Als der Goldrausch begann, wurde die Stadt 1876 an der Mündung des Spearfish Canyon gegründet und hieß ursprünglich Queen City. 1888 erfolgte die Gemeindegründung. Spearfish wuchs als Lieferant von Lebensmitteln für die Bergbaucamps in den Hügeln. Auch heute noch gibt es in der Umgebung einen bedeutenden Anteil an Gemüseanbau. Im 20. Jahrhundert war die Geschichte von Spearfish sehr eng mit dem Bergbau und dem Tourismus verbunden.

## Demografie
Nach der Schätzung von 2019 leben in Spearfish 11.756 Menschen. Die Bevölkerung teilte sich im selben Jahr auf in 93,3 % Weiße, 0,8 % Afroamerikaner, 2,2 % amerikanische Ureinwohner, 1,2 % Asiaten, 0,1 % Ozeanier und 2,5 % mit zwei oder mehr Ethnizitäten. Hispanics oder Latinos aller Ethnien machten 2,5 % der Bevölkerung aus. Das mittlere Haushaltseinkommen lag bei 46.193 US-Dollar und die Armutsquote bei 13,8 %.
| Jahr | Einwohner¹ |
| ---- | ---------- |
| 1950 | 02.755     |
| 1960 | 03.682     |
| 1970 | 04.661     |
| 1980 | 05.251     |
| 1990 | 06.966     |
| 2000 | 08.606     |
| 2010 | 10.494     |
| 2020 | 12.193     |

¹ 1950–2020: Volkszählungsergebnisse